# (6014) Chribrenmark
(6014) Chribrenmark – planetoida z grupy pasa głównego asteroid okrążająca Słońce w ciągu 3 lat i 219 dni w średniej odległości 2,35 j.a. Została odkryta 7 sierpnia 1991 roku w Obserwatorim Palomar przez Henry'ego Holta. Nazwa planetoidy pochodzi od pierwszych liter imion wnuków odkrywcy Christopher W. (ur. 1988), Brendan J. (ur. 1989) oraz Mark E. Moeller (ur. 1990). Przed nadaniem nazwy planetoida nosiła oznaczenie tymczasowe (6014) 1991 PO10.